# David Jones-Roberts

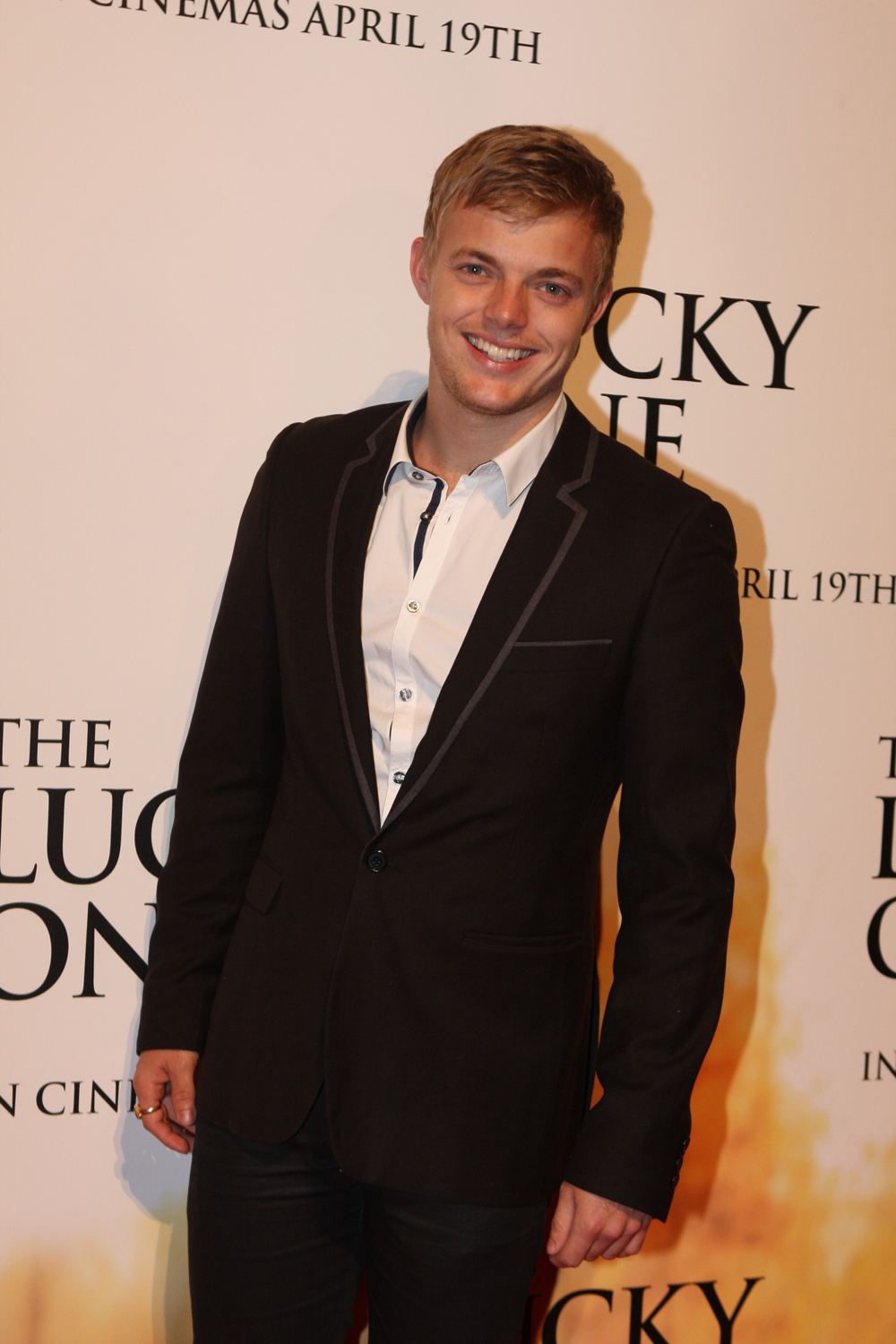
David Jones-Roberts auf der Premiere zum Film The Lucky One – Für immer der Deine im April 2012

David Jones-Roberts (* 9. April 1990 in Sydney, New South Wales) ist ein australischer Schauspieler.

## Leben
Jones-Roberts wurde im April 1990 in Sydney im australischen Bundesstaat New South Wales als Sohn von dem Schauspielerpaar Danny Roberts und Lindsay Neil geboren. Er besuchte dort die Newtown High School of the Performing Arts, die er bestand. Er ist in einer Beziehung mit Holly Kagis.
Sein Durchbruch hatte er mit der Rolle des Xavier Austin in der preisgekrönten australischen Seifenoper Home and Away, die er von 2009 bis 2012 spielte.

## Filmografie
- 2009–2012: Home and Away (Fernsehserie)